# Mucco
Mucco (* 1999 in Mannheim; eigentlich Luciano Salvatore Longo) ist ein deutscher Rapper aus Mannheim.

## Leben
Mucco wurde 1999 in Mannheim geboren und wuchs mit einem jüngeren Bruder dort auf. Er hat Wurzeln in Sizilien und wuchs laut eigener Aussage in einem normalen Umfeld auf. Mit 14 Jahren begann er sich für Rap zu interessieren. Er geriet jedoch noch während der Schulzeit auf die schiefe Bahn und finanzierte sich sein Leben als Jugendlicher mit kriminellen Taten. Nach einem Jahr auf dem Gymnasium sackten auch seine schulischen Leistungen ab und er bekam mit Ach und Krach einen Hauptschulabschluss. Im Anschluss begann er mehrere Ausbildungen, die er jedoch immer wieder abbrach.
Seine ersten Rapversuche hatte er unter diversen Pseudonymen, darunter Lucky Luciano und Majin Mucco. Auch benutzte er zeitweise eine Maske aus dem Manga Naruto unter dem Pseudonym Manda. 2023 begann er dann als Mucco Musik zu machen und veröffentlichte erste Songs über Spotify. Er erregte die Aufmerksamkeit von PA Sports, der ihn im August 2024 zu seinem Label Life Is Pain holte. Mit mehreren Singles erreichte er die deutschen Charts
Im Januar 2025 musste Mucco eine 12-monatige Haftstrafe antreten. Kurz vorher war er Vater geworden. Am 14. März 2025 erschien sein Debütalbum Figlio di papa, das Platz 5 der deutschen Charts erreichte.

## Rapstil
Muccos Rapstil ist im Gangsta-Rap-Stil gehalten, jedoch mit eher deepen, tiefgründigen und selbstreflektierenden Tracks, in denen er auch eigene Fehler eingesteht und über seine Depressionserfahrungen und Suizidversuche rappt. Er rappt mit einer monotonen, eher emotionslosen Art und ist bekannt für seine melodischen Hooks.

## Diskografie

### Alben
| Jahr | Titel Musiklabel            | Höchstplatzierung, Gesamtwochen, AuszeichnungChartplatzierungen (Jahr, Titel, Musiklabel, Platzierungen, Wochen, Auszeichnungen, Anmerkungen) | Höchstplatzierung, Gesamtwochen, AuszeichnungChartplatzierungen (Jahr, Titel, Musiklabel, Platzierungen, Wochen, Auszeichnungen, Anmerkungen) | Höchstplatzierung, Gesamtwochen, AuszeichnungChartplatzierungen (Jahr, Titel, Musiklabel, Platzierungen, Wochen, Auszeichnungen, Anmerkungen) | Anmerkungen                         |
| Jahr | Titel Musiklabel            | DE | AT | CH | Anmerkungen                         |
| ---- | --------------------------- | --- | --- | --- | ----------------------------------- |
| 2025 | Figlio di papa Life Is Pain | DE5 (5 Wo.)DE | AT38 (1 Wo.)AT | CH16 (2 Wo.)CH | Erstveröffentlichung: 14. März 2025 |

### Singles
| Jahr | Titel Album                                     | Höchstplatzierung, Gesamtwochen, AuszeichnungChartsChartplatzierungen (Jahr, Titel, Album, Platzierungen, Wochen, Auszeichnungen, Anmerkungen) | Anmerkungen                       |
| Jahr | Titel Album                                     | DE | Anmerkungen                       |
| ---- | ----------------------------------------------- | --- | --------------------------------- |
| 2024 | Abseits Figlio di papa                          | DE94 (1 Wo.)DE |                                   |
| 2024 | Rashford Flanke Figlio di papa                  | DE95 (1 Wo.)DE |                                   |
| 2025 | Lange Geschichten trauriges Ende Figlio di papa | DE36 (2 Wo.)DE | Mucco x Omar76                    |
| 2025 | Last Dance –                                    | DE50 (1 Wo.)DE | mit PA Sports, Jamule und Kianush |

Weitere Singles
- 2023: Mannheim City
- 2023: Engpass
- 2023: Bendo
- 2023: Eau de Toilette
- 2024: Nie mehr
- 2024: Invalide
- 2024: Down
- 2024: Cold mit Colt
- 2024: On Ma Way
- 2024: 04:30 (mit Haze)
- 2024: Mein Kind
- 2024: Undankbar
- 2024: Lichtblick (mit Kalazh44)
- 2024: Keine Reue
- 2024: Enttäuscht
- 2024: Traithlon (mit Gringo)
- 2024: Akhirah (mit Navacha)
- 2024: Hellblau
- 2024: 1999
- 2024: Mhhh
- 2025: Haps
- 2025: Schlechte Tage (mit PA Sports)
- 2025: Ewig (mit Omar76)